# Pitch Perfect 2
Pitch Perfect 2 (bra: A Escolha Perfeita 2; prt: Um Ritmo Perfeito 2) é um filme de comédia musical dirigido por Elizabeth Banks e escrito por Kay Cannon. É uma sequência de Pitch Perfect de 2012, a trama segue as Barden Bellas no desafio de vencer uma competição mundial que nunca foi vencida pelos Estados Unidos.
A primeira exibição ocorreu em Las Vegas no dia 20 de abril de 2015. Em seguida, estreou em Paris no dia 28 de abril de 2015. Estreou oficialmente no Reino Unido e nos Estados Unidos no dia 15 de maio de 2015. Estreou em Portugal no dia 21 de maio de 2015. Estreou no Brasil no dia 13 de agosto de 2015.
O filme arrecadou mais de US$ 287 milhões e superou o primeiro da série (US$ 115,350,426). Seu fim de semana de estreia alcançou o topo das bilheterias nos Estados Unidos e foi maior que o de Mad Max: Estrada da Fúria. Tornou-se a maior bilheteria do gênero comédia musical de todos os tempos, ultrapassando Escola de Rock (US$ 131,282,949).

## Sinopse
Após conquistarem o sucesso, as Barden Bellas ganham a oportunidade de se apresentar para ninguém menos que o presidente dos Estados Unidos. Só que o show é um grande fiasco, o que as torna uma vergonha nacional. Diante do ocorrido, as Bellas são proibidas de participar de competições no meio acadêmico e até mesmo de aceitar novas integrantes. A única saída de Beca (Anna Kendrick), Fat Amy (Rebel Wilson) & cia é vencer o campeonato mundial a capela, o que apagaria as punições aplicadas ao grupo. Mas há um problema: nunca uma equipe americana venceu o torneio.

## Elenco
As Barden Bellas
| Atriz            | Personagem                   | Descrição                                                                                     |
| ---------------- | ---------------------------- | --------------------------------------------------------------------------------------------- |
| Anna Kendrick    | Beca Mitchell                | Atual líder das Barden Bellas. Inícia um estágio como produtora.                              |
| Brittany Snow    | Chloe Beale                  | Membro mais velho das Barden Bellas. Se dedica para que seu grupo vença o campeonato mundial. |
| Rebel Wilson     | Patricia "Amy" Gorda         | Alívio comico do filme. Sincera e divertida, inicia um relacionamento com Bumper.             |
| Hailee Steinfeld | Emily Sucata Pinto "Herança" | Compositora e nova integrante das Barden Bellas. É filha de uma antiga integrante.            |
| Alexis Knapp     | Stacie Conrad                | Não é muito inteligente, seu talento é sua sensualidade.                                      |
| Ester Dean       | Cynthia-Rose Adams           | Inteligente, descolada e lésbica. Dá em cima de todas as garotas.                             |
| Hana Mae Lee     | Lilly Onakurama              | Garota estranha. Fala coisas entranhas em tom muito baixo.                                    |
| Kelley Jakle     | Jessica Smith                | É a Jéssica.                                                                                  |
| Shelley Regner   | Ashley Jones                 | Literalmente esteve aqui o tempo todo.                                                        |
| Chrissie Fit     | Florencia "Flo" Fuentes      | Vive falando coisas estranhamente específicas.                                                |

Adicional
- Skylar Astin como Jesse Swanson
- Adam DeVine como Bumper Allen
- Ben Platt como Benjamin "Benji" Applebaum
- Anna Camp como Aubrey Posen
- John Michael Higgins como John Smith
- Elizabeth Banks como Gail Abernathy-McKadden-Feinberger
- Katey Sagal como Katherine Sucata
- Birgitte Hjort Sørensen como Kommissar, líder dos Das Sound Machine
- Flula Borg como Pieter Krämer, ajudante de Kommissar e segundo comando dos Das Sound Machine
- Reggie Watts, John Hodgman, Jason Jones e Joe Lo Truglio como os Tone Hangers.
- Snoop Dogg como ele mesmo
- David Cross como anfitrião da Batalha Nacional Acapella
- Keegan-Michael Key como chefe de Beca na Residual Heat
- Shawn Carter Peterson como Dax
- Kether Donohue, C.J. Perry e Robin Roberts como ex-Bellas
- Green Bay Packers como eles mesmos, incluindo:
  - Clay Matthews
  - David Bakhtiari
  - Don Barclay
  - Josh Sitton
  - T.J. Lang
  - Jordan Rodgers (Nota: Jordan não é atual jogador da NFL ou parte dos Green Bay Packers)
- Christina Aguilera, Adam Levine, Blake Shelton e Pharrell Williams como técnicos do The Voice
- Pentatonix como o grupo do Canadá
- Penn Masala como os Naan-Stops
- The Filharmonic como os Manila Envy
- Brea Grant como locutora da Universidade Barden
- Austin Lyon como Frank
- Kay Cannon como Connie
- Natalie Morales como apresentadora do Today
- Jake Tapper como apresentador do The Lead
- Joe Scarborough e Mika Brzezinski como apresentadores do Morning Joe
- Jimmy Kimmel como ele mesmo
- Rosie O'Donnell, Rosie Perez e Nicolle Wallace como apresentadores do The View
- Deke Sharon como comentador alemão

## Produção
Em dezembro de 2012, Skylar Astin revelou que ele e Rebel Wilson estavam em negociações com a Universal Studios para uma possível sequência de Pitch Perfect. Em abril de 2013, a sequência foi confirmada para 2015. A atriz Elizabeth Banks, que produziu e atuou no primeiro filme, foi confirmada como diretora da continuação, com Kay Cannon retornando como roteirista. Também foi confirmado que Paul Brooks iria produzir pela Gold Circle Films ao lado de Max Handelman e Banks. Deke Sharon voltou como produtor musical, e tem uma pequena participação como um comentador alemão. Como no primeiro filme, eles fizeram um mês de "acampamento a capella" antes de filmar.

### Contratação do elenco
Em fevereiro de 2014, foi anunciado que Anna Kendrick, Rebel Wilson e Brittany Snow reprisariam seus papéis do primeiro filme. Em 24 de abril, Chrissie Fit foi confirmada. Em 1 de maio, foi confirmado que  Hailee Steinfeld juntou-se ao elenco para interpretar uma nova Bella. Quatro dias depois, foi divulgado que Adam DeVine reprisaria seu papel do primeiro filme. Em 14 de maio, Katey Sagal foi confirmada no elenco como a mãe da personagem de Steinfeld. Em 29 de maio, a personalidade do Youtube Flula Borg foi confirmado. Em 30 de maio, foi confirmado que Anna Camp reprisaria seu papel do primeiro filme. Em 24 de junho, foi confirmado que Pentatonix estaria no elenco como um grupo rival das Bellas. Em 25 de junho, Birgitte Hjort Sørensen foi confirmada. Em 8 de julho, foi confirmado que Filharmonic (visto na 4ª temporada do The Sing Off) faria uma aparição como um grupo rival das Filipinas. Em 24 de agosto, foi confirmado que Penn Masala faria uma aparição como um grupo rival do Sudeste Asiático.

### Filmagens
As primeiras filmagens ocorreram na Universidade Estadual da Luisiana, em Baton Rouge, Luisiana.

### Divulgação
Uma foto do elenco durante os ensaios foi divulgada pela diretora do filme, Elizabeth Banks, no dia 16 de maio de 2014. Após isso, um teaser poster foi divulgado, estampado pelas atrizes Anna Kendrick e Rebel Wilson afrente do slogan: "We're Back" (Estamos de Volta).

## Trilha sonora
Em 3 de dezembro de 2014, foi anunciado que Mark Mothersbaugh assinou contrato para compor a música para o filme. O álbum da trilha sonora foi lançado em 12 de maio de 2015. Ele estreou em primeiro lugar na Billboard 200, com 107 mil unidades (92.000 cópias de vendas tradicionais) na semana que terminou em 17 de maio de 2015.
| Faixas         | |                                                                                        |         |  |
| N.º            | Título | Artista                                                                                | Duração |  |
| 1.             | "Universal Fanfare" | Elizabeth Banks e John Michael Higgins                                                 | 0:33    |  |
| 2.             | "Kennedy Center Performance (We Got the World/Timber/America the Beautiful/Wrecking Ball)" | As Barden Bellas                                                                       | 2:27    |  |
| 3.             | "Lollipop" | Os Treblemakers                                                                        | 2:43    |  |
| 4.             | "Car Show (Uprising/Tsunami)" | Das Sound Machine                                                                      | 1:47    |  |
| 5.             | "Winter Wonderland/Here Comes Santa Claus" | Snoop Dogg e Anna Kendrick                                                             | 3:04    |  |
| 6.             | "Riff Off (Thong Song/(Shake, Shake, Shake) Shake Your Booty/Low/Bootylicious/Baby Got Back/Live Like You Were Dying/Before He Cheats/A Thousand Miles/We Are Never Ever Getting Back Together/What's Love Got to Do with It/This Is How We Do It/Doo Wop (That Thing)/Poison/Scenario/Insane in the Brain/Flashlight)" | Das Sound Machine, Tone Hangers, As Barden Bellas, Green Bay Packers e Os Treblemakers | 4:24    |  |
| 7.             | "Jump" | Das Sound Machine, Tone Hangers, Os Treblemakers e Green Bay Packers                   | 1:16    |  |
| 8.             | "Convention Performance (Promises/Problem)" | As Barden Bellas                                                                       | 1:41    |  |
| 9.             | "Back to Basics (Boogie Woogie Bugle Boy/You Can't Hurry Love/Lady Marmalade/MMMBop/My Lovin' (You're Never Gonna Get It))" | As Barden Bellas                                                                       | 1:30    |  |
| 10.            | "Cups ("When I'm Gone") [Campfire Version]" | As Barden Bellas                                                                       | 0:45    |  |
| 11.            | "We Belong" | Rebel Wilson e Adam DeVine                                                             | 3:34    |  |
| 12.            | "Any Way You Want It (World Championship Medley)" | Pentatonix, Filharmonic, Os Cantasticos, Os Singboks e Penn Masala                     | 1:56    |  |
| 13.            | "World Championship Finale 1 (My Songs Know What You Did in the Dark (Light Em Up)/All I Do Is Win)" | Das Sound Machine                                                                      | 2:01    |  |
| 14.            | "World Championship Finale 2 (Run the World (Girls)/Where Them Girls At/Lady Marmalade/We Belong/Timber/Flashlight)" | As Barden Bellas                                                                       | 4:16    |  |
| 15.            | "Crazy Youngsters" | Ester Dean                                                                             | 3:39    |  |
| 16.            | "Pitch Perfect 2 End Credit Medley" | Mark Mothersbaugh                                                                      | 3:00    |  |
| 17.            | "Flashlight" | Jessie J                                                                               | 3:29    |  |
| 18.            | "All of Me" | Adam DeVine                                                                            |         |  |
| Duração total: | Duração total: | Duração total:                                                                         | 43:32   |  |

Parada musical
| Parada (2015)                         | Melhor posição |
| ------------------------------------- | -------------- |
| Austrália (ARIA)                      | 3              |
| Áustria (Ö3 Austria Top 40)           | 11             |
| Bélgica (Ultratop Flandres)           | 144            |
| Canadá (Billboard)                    | 3              |
| Alemanha (Offizielle Deutsche Charts) | 12             |
| Nova Zelândia (RMNZ)                  | 8              |
| Suíça (Schweizer Hitparade)           | 26             |
| Taiwanese Albums (Five Music)         | 1              |
| Estados Unidos (Billboard 200)        | 1              |

Fim de ano
| Parada (2015)            | Posição |
| ------------------------ | ------- |
| Australian Albums (ARIA) | 27      |

### Edição especial
A edição especial da trilha sonora foi lançada em 8 de agosto de 2015. Ela contém 9 faixas a mais que o álbum original:
- 2. "Bang Bang" (Jessie J, Ariana Grande e Nicki Minaj)
- 5. "Change Your Life" (Iggy Azalea part. T.I.)
- 6. "Sunshine" (Teddybears)
- 8. "A Different Beat" (Little Mix)
- 20. "Heartbreak Dream" (Betty Who)
- 24. "Flashlight (Sweet Life Mix)" (Hailee Steinfeld)
- 25. "Any Way You Want It" (Pentatonix)
- 26. "Flashlight (Rebel Mix)" (Jessie J)
- 27. "Jungle" (As Barden Bellas)

## Prêmios e indicações
Billboard Music Awards 2016
- Trilha Sonora do Ano (venceu)

Teen Choice Awards 2015
- Melhor Filme – Comédia (venceu)
- Melhor Ator – Comédia (Skylar Astin, venceu)
- Melhor Atriz – Comédia (Anna Kendrick, venceu)
- Melhor Atriz – Comédia (Rebel Wilson, indicada)
- Melhor Química em Filme (Anna Kendrick e Brittany Snow, venceram)

People's Choice Awards 2016
- Filme Favorito (perdeu para Furious 7)
- Melhor Filme de Comédia (venceu)
- Melhor Atriz de Comédia (Anna Kendrick, Rebel Wilson, perderam para Melissa McCarthy)

Kids Choice Awards 2016
- Filme Favorito (perdeu para Star Wars: O Despertar da Força)
- Atriz de Cinema Favorita (Anna Kendrick, Rebel Wilson, perderam para Jennifer Lawrence)

MTV Movie Awards 2016
- Melhor Atriz (Anna Kendrick, indicada)
- Melhor Comediante (Rebel Wilson, indicada)
- Melhor Beijo (Rebel Wilson e Adam DeVine, venceram)
- Melhor Elenco (venceram)